# Thomas Chapin
Thomas Chapin (Manchester, 9 maart 1957 - Providence, 13 februari 1998) was een Amerikaanse jazzsaxofonist, -fluitist en componist van de modern creative jazz.

## Biografie
Chapin studeerde aan de Rutgers University en daarna privé bij Jackie McLean en Kenny Barron. Vanaf 1981 was hij werkzaam bij Lionel Hampton, aanvankelijk als eerste altsaxofonist, daarna als muzikaal leider van het orkest, voordat hij van 1988 tot 1989 speelde bij Chico Hamilton. Zijn eerste album Radius met Ronnie Mathews, Ray Drummond en John Betsch ontstond in 1984. Zijn trio met bassist Mario Pavone en drummer Michael Sarin trad in 1990 op tijdens het Newport Jazz Festival en opereerde vanuit de Knitting Factory, om bij festivals overal ter wereld op te treden en erkende platen uit te brengen. Verder speelde hij in het duo met Borah Bergman en in andere constellaties met o.a. Tom Harrell, Sylvie Courvoisier, Kiyoto Fujiwara en de bands Machine Gun (o.a. met Jair-Rôhm Parker Wells) en Medeski, Martin & Wood. Hij werkte bovendien samen met Drummond, Tom Varner en Ned Rothenberg. In 1995 werd hij uitgenodigd naar Baden-Baden naar het New Jazz Meeting. Om de aan leukemie lijdende Chapin bij de financiering van zijn behandeling te steunen, organiseerden zijn muziekcollega's kort voor zijn overlijden een benefietconcert.
Chapin beschikte op de saxofoon over een krachtige, boventoonrijke sound, terwijl hij op de fluit de bekwaamheden van Eric Dolphy met de overblaastechniek van Rahsaan Roland Kirk combineerde. Zijn composities bouwen voort op de conceptuele benaderingen van Ornette Coleman. Zijn improvisaties ontwikkelde hij meer motivisch met veel citaten, dynamische contrasten en tijdelijke uitstapjes in de rhythm-and-blues.

## Overlijden
Thomas Chapin overleed in februari 1998 op 40-jarige leeftijd aan leukemie.